# Straight Out of Line
Straight Out of Line ist ein Lied der US-amerikanischen Rockband Godsmack. Das Lied und wurde am 13. März 2003 als erste Single aus dem dritten Studioalbum Faceless veröffentlicht.

## Entstehung
Text und Musik des Liedes wurden vom Sänger Sully Erna geschrieben. Aufgenommen wurde der Titel in dem Tonstudio The Hit Factory Criteria in Miami, wo das Album Faceless von Sully Erna und David Bottrill produziert wurde. Für das Lied wurde ein Musikvideo gedreht, bei dem Dean Karr Regie führte. Godsmack arbeiteten bereits bei dem Musikvideo für das Lied Voodoo mit Karr zusammen. Erstmals wurde das Video am 25. Februar 2003 von MTV ausgestrahlt.
Textlich geht es um Leute, die früher mit den Bandmitgliedern befreundet waren und nun den Erfolg der Musiker nicht akzeptieren würden. Laut Erna würden es diese Leute „nicht verstehen, dass man auf Tournee gehen muss und dass eine Band mit viel Arbeit abseits der Bühne verbunden ist“. Er und seine Bandkollegen „können einfach nicht jedes Wochenende anrufen und mit diesen Leuten abhängen“. Diese Leute würden daher ihn und seine Bandkollegen für Diven halten.

## Rezeption
Straight Out of Line erreichte Platz 73 der US-amerikanischen Singlecharts, was gleichzeitig die höchste Platzierung der Bandgeschichte darstellte. Darüber hinaus erreichte das Lied Platz eins der Billboard Mainstream Rock Songs. Für Godsmack war es nach Awake und I Stand Alone die dritte Nummer eins in diesen Charts.
Das Lied wurde 2004 für einen Grammy in der Kategorie Best Hard Rock Performance nominiert. Die Preise gingen jedoch an Evanescence. Das US-amerikanische Onlinemagazin Loudwire veröffentlichte im April 2015 eine Liste mit den zehn besten Liedern von Godsmack. In dieser Liste erreichte Straight Out of Line Platz vier.